# Slendra
Slendra is een bestuurslaag in het regentschap Cirebon van de provincie West-Java, Indonesië. Slendra telt 2258 inwoners (volkstelling 2010).